# Lycaena cleobella
Lycaena cleobella är en fjärilsart som beskrevs av Igor Kozhanchikov 1936. Lycaena cleobella ingår i släktet Lycaena och familjen juvelvingar. Inga underarter finns listade i Catalogue of Life.